# Special Forces
Special Forces är Alice Coopers sjätte soloalbum, utgivet i september 1981 på etiketten Warner Bros. Records. Albumet utgavs på LP, kassettband och Stereo 8.

## Låtlista
| 1. | Who Do You Think We Are         | 4:21 |
| 2. | Seven and Seven Is              | 2:41 |
| 3. | Prettiest Cop on the Block      | 3:13 |
| 4. | Don't Talk Old to Me            | 2:54 |
| 5. | Generation Landslide '81 (live) | 3:50 |

| 6.           | Skeletons in the Closet | 3:42  |
| 7.           | You Want It, You Got It | 3:15  |
| 8.           | You Look Good in Rags   | 3:35  |
| 9.           | You're a Movie          | 3:37  |
| 10.          | Vicious Rumours         | 3:43  |
| Total längd: | Total längd:            | 34:51 |

## Medverkande
- Alice Cooper – sång
- Duane Hitchings – keyboard
- Danny Johnson – gitarr
- Craig Krampf – trummor
- Mike Pinera – gitarr
- Erik Scott – basgitarr